# Мельничук Ігор (член УПА)
Мельничук Ігор («Бук», «Лом», «Професор», «5410»; ?, м. Холм, Люблінське воєводство, Польща — 28 листопада 1948, с. Нагоряни, Дубенський район, Рівненська область) — український повстанець, лицар Бронзового хреста заслуги УПА.

## Життєпис
Народився у сім'ї священика. Освіта — середня: навчався у Холмській гімназії. Політичний референт крайового проводу ОУН на ПЗУЗ (1948). Загинув у криївці. Відзначений Бронзовим хрестом заслуги (12.06.1948).